# دتنهایم
دتنهایم (به آلمانی: Dettenheim) یک شهر در آلمان است که در کارلسروهه واقع شده‌است. دتنهایم ۶٬۶۸۸ نفر جمعیت دارد.